# Heilig-Geist-Kirche (Borken)

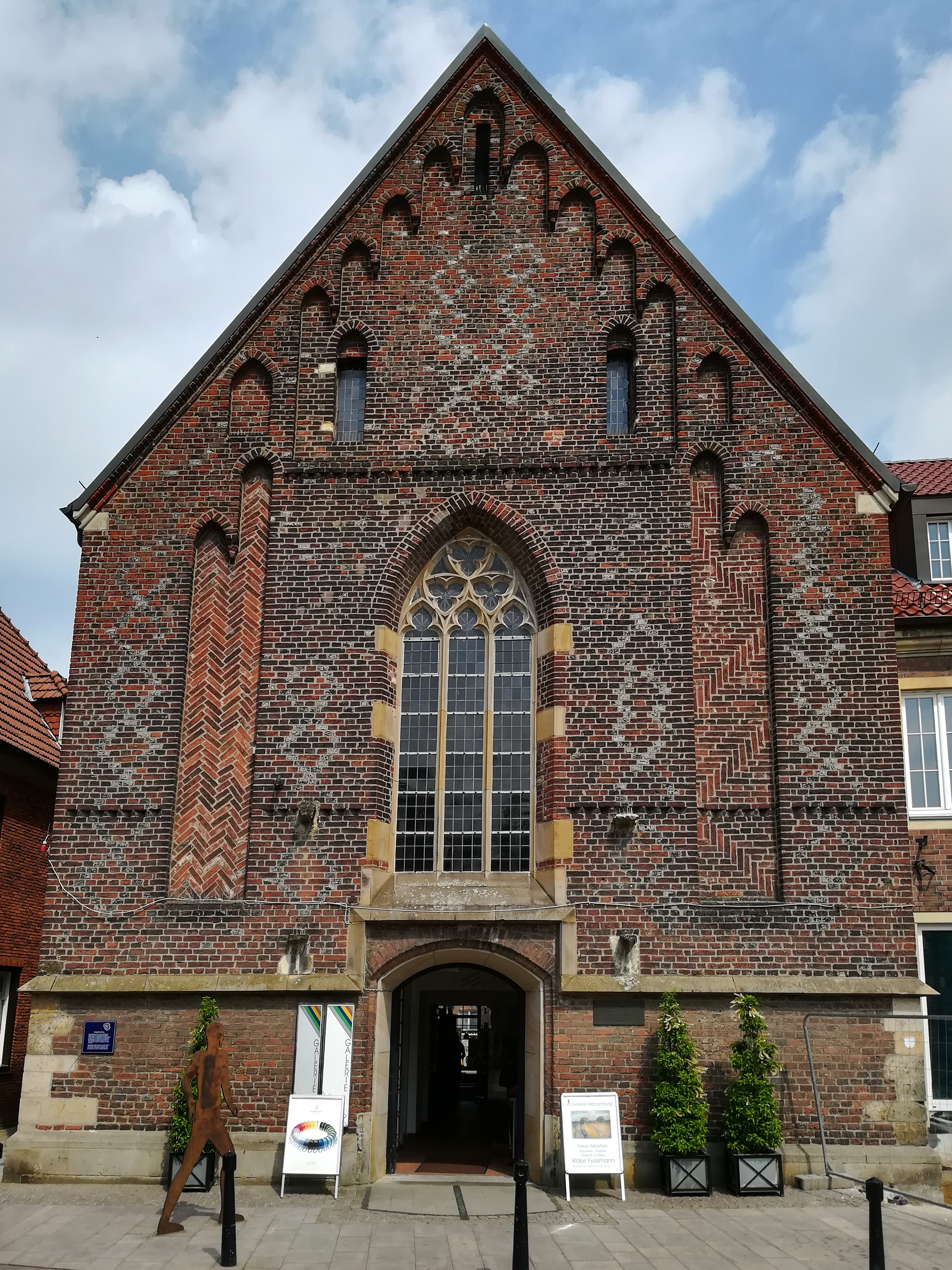
Heilig-Geist-Kirche Borken

Die Heilig-Geist-Kirche in Borken ist ein denkmalgeschütztes Gebäude in Borken im Münsterland. Sie war Bestandteil eines Armengasthauses und diente bis zum Jahre 1809 als Kapelle für die Insassen des Heilig-Geist-Hospitals Borken.
Die Fassaden im Stil der Backsteingotik sind für das Westmünsterland einzigartig.

## Geschichte
1333 wurde das Spital zum Heiligen Geist gestiftet, um 1400 der Bau der Kirche vollendet, nachdem Bischof Heidenreich Wolf von Lüdinghausen 1382 hierzu seine Genehmigung erteilt hatte. Das Spital war seit dem Mittelalter die Armenstiftung der Stadt Borken und die Kirche diente als Kapelle für deren Insassen. Im Heiligen Römischen Reich gab es über 350 Armengasthäuser.
Die Religionswirren Ende des 16. Jahrhunderts ließen Altar und Kanzel in einen „wenig würdigen“ Zustand verfallen, so dass hier nur noch einmal im Jahr eine hl. Messe gefeiert wurde.
Das Gotteshaus erhielt unter Jodocus Hermann Nünning in den Jahren 1722/1723 eine umfassende Erneuerung.
Im Siebenjährigen Krieg diente die Kirche 1762 als Magazin, 1779 wurde sie durch preußische Truppen entweiht. 1809 verlor die Kirche ihre eigentliche Bestimmung als Gotteshaus, als die Franzosen sie zu einem Magazin umwandelten. Fortan diente sie nur noch profanen Zwecken und beherbergte bis 1945 die Brandspritzen und Löschgeräte der Feuerwehr. Im Volksmund hieß sie Brandkiärke.
Die Bistumsverwaltung Münster regte im Jahre 1820 den Umbau der Kirche zu einem Armenhaus an. Nach den Plänen sollte eine Decke eingezogen werden. Gegen Ende des Jahrhunderts wurde an die Verwendung als Turnhalle gedacht. Beide Pläne wurden nicht realisiert. Mit den Luftangriffen vom 21. bis zum 23. März 1945 wurde die Kirche bis auf die Umfassungsmauern zerstört.
1948 wurde mit der Rettung und Erhaltung der Bausubstanz begonnen. Im Zusammenhang mit dem Bau des Rathauses wurde das Baudenkmal mit in die Gesamtkonzeption einbezogen und in den Jahren 1952/1953 restauriert. Durch die Einbringung einer Decke wurde ein stilvoller Raum für die Ratssitzungen geschaffen. Im Erdgeschoss war bis 1986 das Heimatmuseum untergebracht.

## Fassade

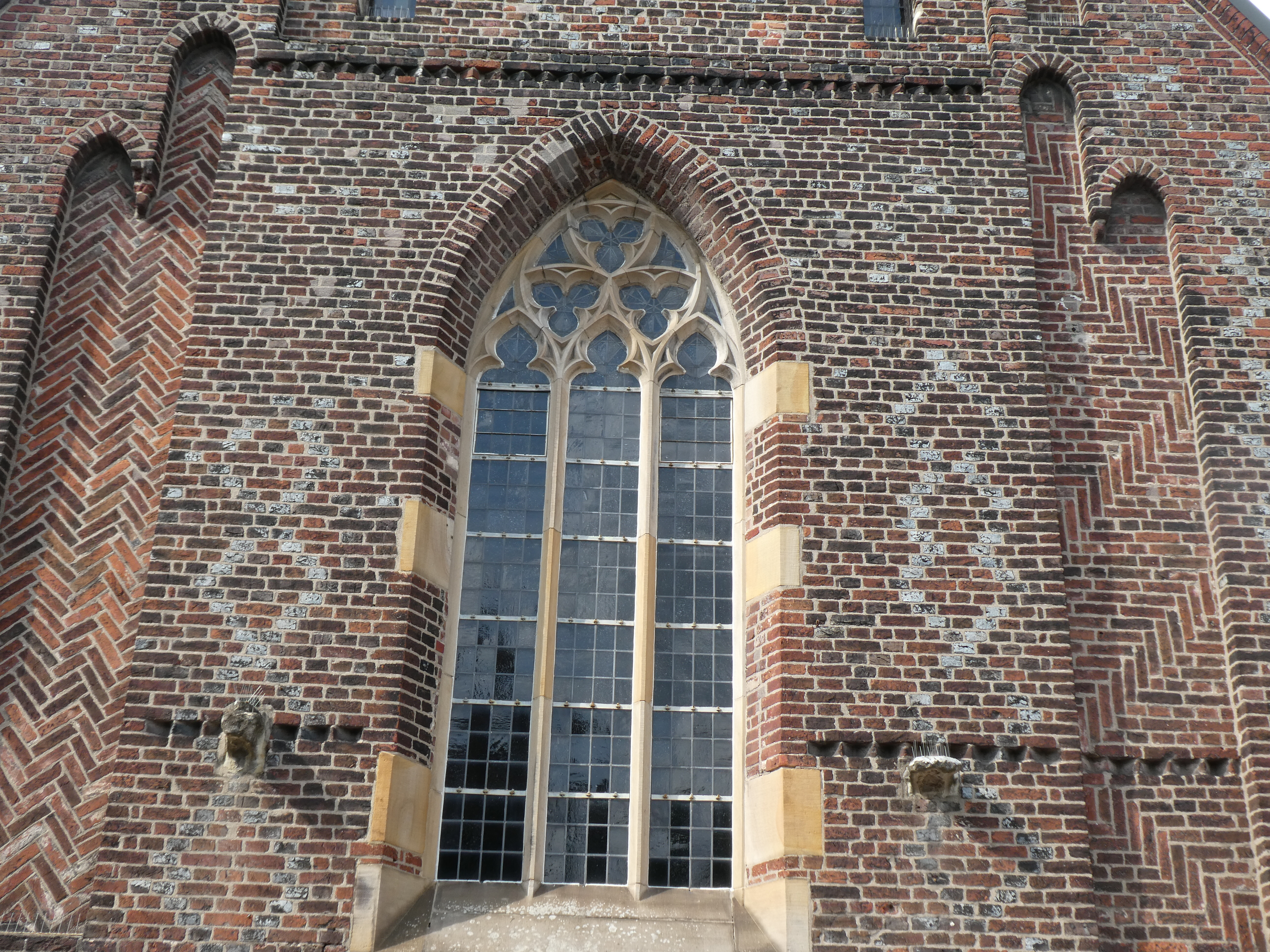
Fassade der Heilig-Geist-Kirche Borken

Die Nord- und Südseite des Gebäudes sind als Schaugiebel mit Blendarkaden, Bogenfriesen und Rautenmustern aus glasierten Ziegeln gefertigt. Sie stellen eine der wichtigsten gotischen Backsteinkirchenfassaden im nordwestdeutschen Raum dar, wo dieser Baustil prägend war. Wann das Gebäude mit dieser Fassade ausgestattet wurde, ist nicht überliefert. Eine Überlegung führt dazu, dass Johann Walling, der 1433 die Borkener Remigiuskirche vom Papst Eugen IV. zum Kollegiatstift erheben ließ, in Lübeck zum Dompropst gewählt worden war. So könnte durch diese Verbindung der im Raum Lübeck stark ausgeprägte Baustil der Backsteingotik in Borken nachgeahmt worden sein.

## „Johannesglocke“
Nach dem Dreißigjährigen Krieg konnte erst im Jahre 1656 am „stillen Freitag“ im Turm wieder eine Glocke aufgehängt werden.
1693 wurde die neye Heilig gest Klocke gegossen und 1694 aufgehängt. Sie wog 135 Pfund, und ihre Aufschrift lautet: ANNO 1693 AD MAJOREM DEI GLORIAM THOMAS DE CORTE DECANUS; NICOLAUS POTGIESER; JOHANN HENRICK ARNING CONSULES JOHANN WILHELM BOCKTENKINCK PROVISOR („Im Jahr 1693 zur größeren Ehre Gottes Thomas de Corte, Dechant, Nikolaus Potgieser, Johann Heinrich Arnink, Bürgermeister, Johann Wilhelm Bocktenkinck, Provisor“).
1941 musste die historische Glocke für Kriegszwecke abgeliefert werden. Das Schicksal der Einschmelzung blieb ihr erspart und sie kam am 6. August 1947 zurück. Sie wird jährlich am Johannistag (24. Juni) zur Zusammenkunft der Nachbarschaften mittags um 13 Uhr geläutet.

## Einbindung des Gebäudes in das Projekt „Forum altes Rathaus Borken“
Aus dem Gebäudeensemble Heilig-Geist-Kirche und Altes Rathaus entsteht mit Hilfe des Strukturförderprogrammes des Landes Nordrhein-Westfalen das neue Kulturzentrum Forum Altes Rathaus Borken, abgekürzt FARB. Es wird das Stadtmuseum sowie die Tourist-Info der Stadtverwaltung beherbergen. 2016 wurde mit den Umbauarbeiten begonnen. Das Erdgeschoss der Heilig-Geist-Kirche wird in dieses Konzept eingebunden, so dass ein neuer Kulturort mit Raum für Kunst, Geschichte, Kultur und Freizeit entstanden ist.